# 约翰·沃尔特

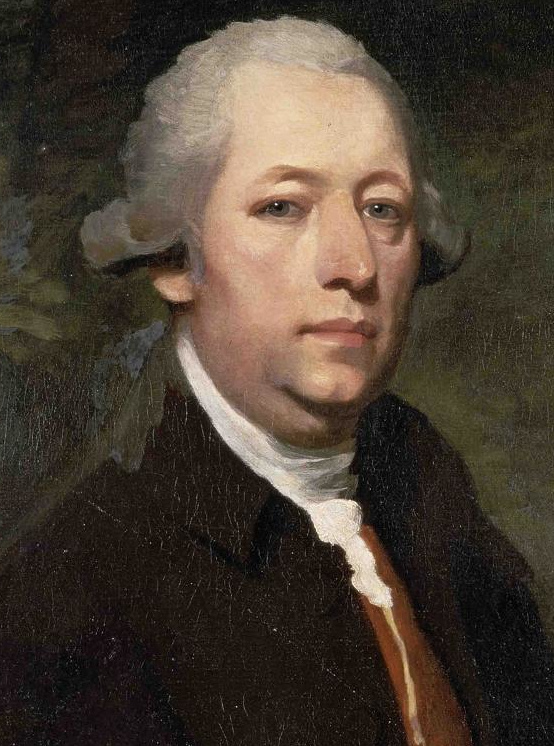
约翰·沃尔特

约翰·沃尔特（John Walter，1738年1月1日 - 1812年11月16日）是一位英国报纸出版人，也是泰晤士报的创始人。 
1789年7月11日，沃尔特因被指控诽谤约克和奥尔巴尼公爵弗雷德里克王子而被判有罪，并被处以 50英镑的罚款、在新門監獄服刑一年、戴一小时的颈手枷、缴纳七年保证金。之後他又被要求追加繳納100英镑罚金及追加一年刑期。1791年3月9日，应喬治四世的请求，他被释放并得到赦免 。